# Squaliolus aliae
Squaliolus aliae е вид хрущялна риба от семейство Dalatiidae.

## Разпространение
Видът е разпространен в Австралия, Филипини и Япония.